# آناهایم آیلند (کالیفرنیا)
آناهایم آیلند، کالیفرنیا (به انگلیسی: Anaheim Island, California) یک منطقهٔ مسکونی در ایالات متحده آمریکا است که در کالیفرنیا واقع شده‌است.

## خصوصیات
آناهایم آیلند کالیفرنیا، ۶٬۸۰۰ نفر جمعیت دارد و ۴۷٫۸۵ متر بالاتر از سطح دریا قرار دارد.